# Calendario de Gézer

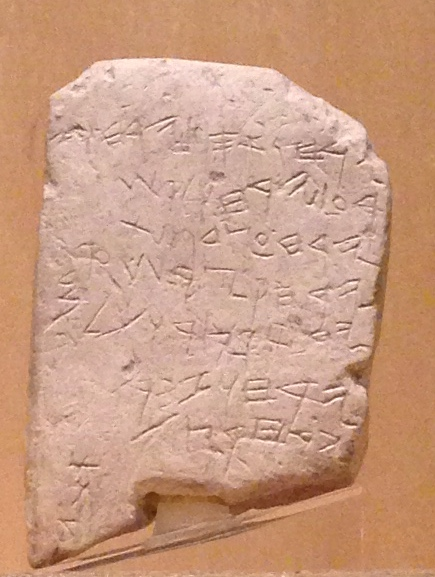
Foto en el Museo arqueológico de Turquía.

El calendario de Gézer es una piedra caliza con una inscripción, comúnmente fechada del siglo X a. C.. No hay consenso cual fue el idioma utilizado, si se trata de paleohebreo o responde al alfabeto fenicio. Fue hallada por el arqueólogo irlandés Robert Stewart durante las excavaciones de la ciudad de Gézer, al noreste de Jerusalén en 1908.
El calendario de Gézer se encuentra en el Museo del Antiguo Oriente, perteneciente al Museo arqueológico de Estambul junto a la "Inscripción de Siloé" (Túnel de Ezequías) y otros hallazgos arqueológicos hechos antes de la Segunda Guerra Mundial.

## Calendario
Estructura
- Dos meses de labranza (asiph), septiembre y octubre.
- Dos meses para plantar (zera), noviembre y diciembre.
- Dos meses de siembra tardía (lakisch), enero y febrero.
- Un mes de corte del lino (asid pischta), marzo.
- Un mes de cosecha de la cebada (kesir se'ora), abril.
- Un mes de cosecha y ponderación (granos) (kesirin kullam), mayo.
- Dos meses de poda (zamir), junio y julio.
- Un mes de cosecha de fruta (kajis), agosto.[6]

Escritor
Se desconoce el nombre completo del escriba que se identifica con By, lo más probable es que la parte faltante sea "h", entonces su nombre completo es [ה]אבי By[h] Abiya[h], un nombre teofórico que significa «mi padre es Yah», Yah es el apócope de Yahweh, dios nacional de los reinos de Israel y Judá durante la Edad del Hierro. Quizás la parte faltante sea "m" entonces su nombre completo sería [ם]אבי By[m] Abiya[m] con el mismo significado, pero refiriéndose a Yam, dios del mar en el panteón cananeo.
Propósito
Los especialistas discuten acerca del propósito de la inscripción. Algunos piensan que se trata de anotaciones de un estudiante; texto de una canción popular o infantil. Pero también sería posible que se tratase de un texto vinculado a la recaudación de impuestos, de ser así, Abiyah/Abiyam no sería el escriba, sino la representación de alguien más. 
Según el Tanaj, Abías fue el 4.º rey de la Casa de David, que gobernó el Reino de Judá en la época antigua.